# Vadzim Makhneu
Vadzim Makhneu (n. 21 decembrie 1979, Minsk, RSS Bielorusă, URSS) este un caiacist ce a reprezentat Belarus, medaliat olimpic. A participat la 3 ediții ale Jocurilor Olimpice (2004, 2008, 2012) în care a câștigat o medalie de aur, o medalie de argint și două medalii de bronz.